# تیموتی بی.اشمیت
تیموتی بی.اشمیت (به انگلیسی: Timothy B. Schmit) (زاده ۳۰ اکتبر ۱۹۴۷) خواننده آمریکایی است.
او عضو گروه ایگلز بود.